# 엘튼 존
엘튼 허큘리스 존(영어: Elton Hercules John, 1947년 3월 25일~)은 영국의 록 · 팝 가수 겸 작곡가, 사회운동가이다. 영화 · 뮤지컬 음악 작곡가로도 명성을 얻었다.
1975년 10월 21일 할리우드 명예의 거리에 이름을 올렸으며, 1979년 5월에는 서방국가 록 스타로서는 처음으로 이스라엘과 소련에서 순회공연을 진행하기도 했다. 1992년 작사가 버니 토핀과 함께 작곡가 명예의 전당에 입성한 데 이어 1994년에는 로큰롤 명예의 전당에 단독으로 입성 했으며, 1995년 폴라음악상을 받았다.
1996년 대영제국 훈장 3등급(CBE)을 받았으며, 1998년에는 음악과 자선활동에의 공헌이 인정되어 2월 24일 서훈식에서 기사작위(Knight Bachelor)를 받았다. 또한 1999년에 그래미 레전드상(Grammy Legend Award)을, 2004년에는 미국 존 F. 케네디 센터 주관 공연예술 평생공로상(Kennedy Center Honors)을 받았다.
2002년에는 모교 왕립음악원(RAM)에서 명예 음악박사학위를 받았다. 왕립음악원 역사상 명예 박사학위는 이 해 엘튼 존과 지휘자 콜린 데이비스에게 주어진 것이 처음이다. 2006년에는 영화 · 뮤지컬 음악에 대한 공로를 인정받아 월트 디즈니 컴퍼니로부터 디즈니 레전즈에 선정되기도 했다.
엘튼 존은 그외에 아카데미상 2회(1995, 2020년), 그래미 어워드 5회(1987, 1992, 1995, 1997, 2001년), 골든 글로브상 2회(1995, 2020년), 토니상(2000년), 브릿 어워드 5회(1986, 1991, 1995, 1998, 2013년), 아이버 노벨로 어워드 14회(1974, 1977, 1979, 1986, 1991, 1995, 1998, 2000, 2005, 2007년) 등의 수상 경력을 갖고 있다.
국가별 판매량 인증 합산에 따르면 엘튼 존은 세계적으로 통산 약 1억6900만 장의 음반을 판매한 것으로 집계되었으며(역대 5위), 비공식 기록까지 합산한 추정 판매량은 2억5천만~3억 장에 이른다.
2008년 《빌보드》는 빌보드 핫 100 50주년을 기념하여 50년간 성공적인 차트 기록을 올린 아티스트들의 기록을 분석해 순위를 발표했고, 엘튼 존은 3위에 올랐다.
엘튼 존은 2020년 컴패니언 오브 아너(CH; Order of the Companions of Honour) 서훈자로 지명되었다. 컴패니언 오브 아너는 예술, 과학, 의학, 정부 등 분야에서 긴 시간 지속적으로 주요한 공헌을 한 인물이 대상으로, 영연방 전체에서 65명만이 이 서훈을 받을 수 있다. 대중음악계에서는 베라 린, 폴 매카트니에 이은 세 번째 서훈자이다.

## 생애

### 어린 시절과 음악에의 관심
엘튼 존은 1947년 3월 25일 잉글랜드 런던 근교의 피너(Pinner) 마을에 위치한 외조부모의 집에서 '레지널드 케네스 드와이트(Reginald Kenneth Dwight)'라는 이름으로 태어났다. 1967년 12월부터 '엘튼 존(Elton John)'이라는 이름을 쓰기 시작했고, 4년간 예명으로 사용하다가 1972년 1월 7일에 '엘튼 허큘리스 존(Elton Hercules John)'으로 법적 개명 절차를 마쳤다.
엘튼 존은 3살에 피아노 연주를 시작했으며, 어머니는 그가 에밀 발퇴펠의 〈스케이트 왈츠(Les Patineurs)〉를 외워서 연주하는 것을 듣게 되었다고 한다. 5살 때부터는 정식적으로 피아노 교습을 받기 시작했다. 그는 학교에서 비범한 음악적 재능을 보였으며, 행사에서 제리 리 루이스의 곡을 연주하여 호평을 받기도 했다.
1958년, 엘튼 존은 영국 왕립음악원(RAM) 주니어 코스에 장학금을 받으며 입학했고, 입학한 지 4년이 되어 졸업시험만을 앞두었을 때 중퇴했다. 후에 그를 지도했던 한 교사는 헨델 음악의 악보 네 장 분량(Four-page Piece)을 들려주자 그가 즉시 축음기 녹음을 재생하듯이 그대로 따라 연주했다고 회상하기도 했다.
아버지 스탠리 드와이트(Stanley Dwight)와 어머니 실라 아일린 해리스(Sheila Eileen Harris)는 둘 모두 음악적인 소양이 있었다. 영국 공군 대대장이던 아버지는 트럼펫 연주자였고 어머니는 열광적인 음반 수집가였다. 그 영향을 받아 엘튼 존은 음악가가 되고 싶어했지만, 아버지 스탠리는 아들을 은행원 등 안정적인 직업에 종사하도록 다그쳤다. 아버지 스탠리는 잦은 파견 임무로 집을 비웠고 엘튼 존은 주로 어머니와 외할머니에 의해 길러졌다. 그가 15살이 되었을 때 부모는 결국 이혼을 했고, 어머니는 피너의 건축업자이자 도배업자 프레드 페어브라더(Fred Farebrother)와 재혼했다. 엘튼 존은 의붓아버지의 이름 'Fred'의 철자를 거꾸로 바꾸어서 그를 '더프(Derf)'라는 애칭으로 불렀다.
곧 엘튼 존 가족은 런던 노스우드 힐스 프롬 코트의 8가구 아파트 건물로 이사했다. 후에 아메리칸 탑 40(American Top 40) 차트에 4개 음반을 동시에 올릴 때까지, 엘튼 존은 그곳에서 살았다.

## 경력

### 1960-1968
1960~61년 경, 엘튼 존은 친구들과 함께 '콜벳스(The Corvettes)'를 결성했다. 콜벳스는 피너의 교회나 각종 클럽에서 공연을 열어 주로 로큰롤과 블루스를 연주했지만 몇 차례의 공연을 끝으로 1962년 해산했다. 1962년에는 의붓아버지 더프의 도움으로 노스우드 힐스 선술집의 주말 피아니스트가 되면서 금요일, 토요일, 일요일 밤에 연주를 했다. 엘튼 존은 짐 리브스의 컨트리 음악 〈He'll Have to Go〉부터 〈When Irish Eyes Are Smiling〉, 〈Roll Out the Barrel〉같은 오래된 선술집 선호곡부터 그 당시 히트곡인 〈King of the Road〉, 그리고 자신이 직접 쓴 곡들까지 다양하게 연주했다.
1962년에는 리듬 앤 블루스 밴드 블루솔로지(Bluesology)를 결성했다. 낮에는 음반사의 잔심부름을 하고, 밤에는 런던의 여러 호텔 바에서 독주를 하거나 블루솔로지와 함께 연주를 하며 생계를 이어 나갔다. 1965년 3월 5일, 피너 카운티 중등학교를 중퇴하기로 결심했다.
1965년 7월 23일, 블루솔로지는 첫 싱글 〈Come Back Baby〉를 발매했으며 1967년까지 2장의 싱글 〈Mr. Frantic〉과 〈Since I Found You Baby〉를 발매했다. 블루솔로지는 아이슬리 브라더스, 메이저 랜스, 도리스 트로이, 패티 라벨, 블루벨르와 같은 미국의 소울, 리듬 앤 블루스 음악가들의 공연 뒷무대에 섰다. 1966년에, 블루솔로지는 당대를 풍미했던 블루스 음악가 롱 존 볼드리(Long John Baldry)를 돕는 보조 밴드 일을 하면서 영국에서 카바레 투어를 시작했다.
엘튼 존은 1967년 6월 17일 리버티 레코드(Liberty Records)의 A&R 매니저 레이 윌리엄스(Ray Williams)가 잡지 《뉴 뮤지컬 익스프레스(NME)》에 낸 구인 광고에 응했다. 첫 만남에서 윌리엄스는 같은 광고에 응했었던 버니 토핀(Bernie Taupin)이 쓴 가사를 그에게 주었다. 그는 곧 그 가사로 음악을 만들었고, 버니 토핀에게 그것을 우편으로 부쳤다. 이렇게 '엘튼 존/버니 토핀' 이름의 첫 곡이 되는 〈Scarecrow〉가 작곡되었고, 두 사람의 작사 · 작곡 협업이 시작되었다. 1967년 12월, 엘튼 존은 블루솔로지를 탈퇴하면서 자신의 원래 이름 '레지널드 케네스 드와이트(Reginald Kenneth Dwight)' 보다 발음하기 쉬운 예명을 쓰고자 했고, 블루솔로지의 색소폰 연주자였던 엘튼 딘과 롱 존 볼드리의 이름에서 각각 한 단어씩 따 와서 엘튼 존(Elton John)이라는 이름을 본격적으로 쓰기 시작했다. 이후 이 이름은 1972년에 엘튼 허큘리스 존(Elton Hercules John)으로 개명하며 법적 이름으로 사용하게 되었다.
1967년 11월, 버니 토핀과 함께 딕 제임스 레코드(Dick James Records)에 계약하면서 수많은 곡을 만들기 시작했다. 계약 초기에는 다른 가수들에게 줄 대중적인 곡들을 작업하라는 회장 딕 제임스의 임무를 수행했다. 1968년 3월 1일에 솔로 데뷔 싱글 〈I've Been Loving You〉, 이어서 1969년 1월 17일에 두 번째 싱글 〈Lady Samantha〉, 1969년 5월 16일에 세 번째 싱글 〈It's Me That You Need〉를 발매했다. 두 번째 솔로 싱글 〈Lady Samantha〉는 상업적으로 실패했으나, 실제 판매에 비해 라디오에서 많이 방영되며 평단으로부터는 호응이 있었다. 〈It's Me That You Need〉는 이후 1971년 5월에 일본에서 발매되어 일본 오리콘 싱글 차트 13위, 오리콘 인터내셔널 차트 2위에 올랐다.
1968년에 엘튼 존이 작사 작곡한 〈I Can't Go on Living Without You〉를 유로비전 송 콘테스트 1969에 출품했다. 해당 곡은 룰루가 불렀으며, 영국 예선을 통과한 6곡 중에서 6위를 기록했다. 또한 룰루가 부른 〈Boom-Bang-A-Bang〉이 당시 대회에서 영국 대표로 참가해 공동 우승을 차지했다.

### 1969-1976
엘튼 존은 딕 제임스 레코드의 동료들 케일럽 퀘이, 로저 포프 등과 함께 기악 밴드 '브레드 앤 비어 밴드(Bread and Beer Band)'에서 활동했다. 밴드가 녹음한 정규 음반은 1969년 2월에 발매한 싱글 〈The Dick Barton Theme (The Devil's Gallop)〉의 부진한 판매로 인해 음반 판매를 취소했다.
엘튼 존은 1968년부터 1970년까지 버니 토핀과 함께 수많은 곡들을 작곡하고 녹음하는 동안에, 각종 음악가의 히트곡들을 커버하거나, 세션 연주자로 참여해 피아노와 백 보컬을 맡으며 활동하기도 했다.
1969년 6월 6일에 첫 정규 음반 《Empty Sky》를 발매했다. 그러나 음반은 상업적으로 실패하였다. 정규 1집은 1975년 1월에 미국과 캐나다에서 발매했고 미국 빌보드 200 차트 6위, 캐나다 RPM 음반 차트 30위에 올랐다.
엘튼 존은 버니 토핀과 같이 부모가 거주하던 런던 노스우드 힐스의 8가구 아파트에 지내면서 수많은 곡들을 만들었다. 1969년 11월에는 다음 작품을 작업하기 위해 프로듀서 거스 더전과 현악 편곡자 폴 벅마스터를 섭외했으며, 1970년 1월에 2집 《Elton John》을 작업하여 그해 4월에 발매했다. 네덜란드 음반 차트 2위, 빌보드 200 4위, 영국 음반 차트 5위 등 기록하며 상업적으로 성공을 거두었다. 1970년 10월, 〈Your Song〉을 싱글로 발매하여 빌보드 핫 100 8위, 영국 싱글 차트 7위를 기록했다.
2집은 상업적으로 성공했을 뿐 아니라 작품성도 인정받았다. 그래미 어워드 올해의 음반 부문과 최우수 남성 팝 보컬 부문 후보에 올랐으며 리언 러셀, 조지 해리슨 등 유명 음악가들이 엘튼 존에게 전보를 보내기도 했다.
엘튼 존을 미국에 진출시키려고 하던 딕 제임스는 18개월 동안 미국에서 엘튼 존에 관심을 가진 레코드 회사를 찾고 있었고, 마침내 유니 레코드와 라이센스 협정을 맺었고, 2집으로 미국에서 음반 계약을 얻었다. 그렇게 미국 진출을 앞두고 있던 엘튼 존은 같은 해 3월에 결성한 백 밴드 "엘튼 존 밴드"의 1기 멤버 나이절 올슨, 디 머리를 포함한 각종 동료들과 함께 미국으로 떠났고 1970년 8월 25일부터 8월 30일까지 캘리포니아주 웨스트할리우드에 위치한 트루버도어(Troubadour) 클럽에서 첫 미국 공연을 진행했다. 이 공연들로 뜨거운 반응을 얻는 데 성공했다.
1970년 10월 발매한 《Tumbleweed Connection》은 영국 음반 차트 2위, 빌보드 200 5위 등을 기록했고, 엘튼 존은 이 해 3월부터 유럽과 북미 지역에서 순회공연을 다니기 시작했다. 1970년 11월 17일 뉴욕의 A&R 스튜디오에서 진행한 공연이 1971년 4월에 라이브 앨범 《17-11-70》으로 발매되었고, 빌보드 200 11위, 영국 20위, 캐나다 10위 등 기록했다. 1971년 11월 발매한 4집 《Madman Across the Water》는 빌보드 200 8위, 캐나다 RPM 음반 차트 9위, 영국 음반 차트에선 41위 등 기록했고, 싱글 〈Levon〉, 〈Tiny Dancer〉를 발매했다.
《Madman Across the Water》에 참여한 기타리스트 데이비 존스톤이 1972년부터 순회공연에 참여해 백 밴드의 정식 멤버가 되었으며, 1972년 5월 발매한 5집 《Honky Château》는 빌보드 200 1위, 영국 음반 차트 2위 등 기록했다. 미국에서 1위를 기록한 첫 번째 음반이 되었으며, 5주간 1위를 기록했다. 싱글 〈Rocket Man〉, 〈Honky Cat〉이 싱글 차트 10위 진입에 성공했고, 〈Rocket Man〉은 영국에서 2위를 기록했다.
1973년 1월 발매한 6집 《Don't Shoot Me I'm Only the Piano Player》는 빌보드 200 1위, 영국 음반 차트 1위, 캐나다 음반 차트 1위 등 기록했다. 영국에서 1위를 기록한 첫 번째 음반이 되었으며, 1973년 영국에서 가장 많은 판매를 거둔 음반이 되었다. 싱글 〈Crocodile Rock〉, 〈Daniel〉은 싱글 차트 10위 진입에 성공했고, 〈Crocodile Rock〉은 미국에서 1위를 기록한 첫 싱글이 되었다. 6집부터 한동안 MCA 레코드를 통해 음반을 발매했다.
1973년 10월 발매한 7집 《Goodbye Yellow Brick Road》는 빌보드 200 1위, 영국 음반 차트 1위 등을 기록했고, 전 세계적으로 3천만 장 이상의 판매를 거두었다. 싱글 〈Saturday Night's Alright for Fighting〉, 〈Goodbye Yellow Brick Road〉, 〈Candle in the Wind〉, 〈Bennie and the Jets〉는 모두 큰 성공을 거두었고, 〈Bennie and the Jets〉는 미국에서 1위를 기록한 두 번째 싱글이 되었다. 7집은 롤링 스톤 역사상 가장 위대한 음반 500장 목록 91위에 오르기도 했다.
1973년 11월, 〈Step Into Christmas〉를 싱글로 발매하여 영국 싱글 차트 24위, 빌보드 크리스마스 차트 1위를 기록했다. 이 곡은 1974년 8집 《Caribou》의 1995년 리마스터반에서 보너스 트랙으로 수록되었고, 2009년 영국에서 가장 많이 재생된 크리스마스 팝송 리스트에서 9위를 기록한 바 있다. 《Madman Across the Water》부터 참여한 타악기 연주자 레이 쿠퍼는 1973년 12월부터 순회공연에서 참여하여 백 밴드의 정식 멤버가 되었다.
1973년, 엘튼 존은 버니 토핀, 거스 더전, 전직 매니저 존 리드 등과 함께 〈Rocket Man〉의 이름을 따와 로켓 레코드 컴퍼니를 설립했다. 이 레이블을 통해 닐 세다카가 재기작들을 발표했으며, 키키 디를 포함한 다양한 가수들이 인기를 끌기 시작했다.
1974년 6월 발매한 8집 《Caribou》는 미국 빌보드 200 1위, 영국 음반 차트 1위, 캐나다 RPM 음반 차트 1위 등 기록했다. 싱글 〈Don't Let the Sun Go Down on Me〉, 〈The Bitch is Back〉은 싱글 차트 10위권 진입했으며, 〈Don't Let the Sun Go Down on Me〉는 빌보드 핫 100에서 2위를 기록, 1975년 그래미 어워드 최우수 레코드 부문에 후보로 올랐다.
1974년 11월 발매한 컴필레이션 음반 《Greatest Hits》는 빌보드 200 1위, 영국 음반 차트 1위, 캐나다 RPM 음반 차트 1위 등 기록했다. 미국에선 11주 동안 1위를 기록했고, 전 세계적으로 2천 4백만 장 이상의 판매를 거두어 가장 많이 팔린 엘튼 존의 음반이 되었다.
엘튼 존은 미국의 테니스 선수 빌리 진 킹에게 바치는 노래 〈Philadelphia Freedom〉을 1975년 2월 싱글로 발매했고, 빌보드 핫 100 1위, 캐나다 RPM 차트 1위 등 기록했다. 이 곡은 빌보드 R&B 차트에서 32위를 기록했고, 엘튼 존은 1975년 5월 17일 흑인음악 전문 프로그램 《Soul Train》에 출연하여 이 곡과 1974년 빌보드 R&B 차트 15위에 오른 〈Bennie and the Jets〉를 불렀다.
1975년 5월 발매한 9집 《Captain Fantastic and the Brown Dirt Cowboy》는 엘튼 존과 버니 토핀의 무명 시절을 다룬 자전적 음반이다. 빌보드 200 1위, 영국 음반 차트 2위, 캐나다 RPM 음반 차트 2위 등 기록했으며, 빌보드 200에서 역사상 최초로 데뷔 1위에 오른 음반이 되며 도합 7주 동안 1위를 기록했다. 1976년 그래미 어워드 올해의 음반 부문에 후보로 올랐고, 싱글은 〈Someone Saved My Life Tonight〉 한 곡만 발매되어 빌보드 핫 100 4위, 캐나다 RPM 싱글 차트 2위 등 기록했다. 1975년 10월 발매한 10집 《Rock of the Westies》는 빌보드 200 1위, 캐나다 RPM 음반 차트 1위, 영국 음반 차트 5위 등을 기록했으며, 빌보드 200에서 데뷔 1위에 오른 두 번째 음반이 되었다. 싱글 〈Island Girl〉은 빌보드 핫 100에서 1위를 기록했고, 1976년 1월에 발매한 〈Grow Some Funk of Your Own〉과 〈I Feel Like a Bullet (In the Gun of Robert Ford)〉는 더블 싱글로 발매하여 빌보드 핫 100 14위, 캐나다 RPM 싱글 차트 8위 등 기록했다.
엘튼 존은 1975년 10월 25일과 26일에 다저 스타디움에서 2회 공연했다. 모든 공연에서는 100,000명 이상의 관중이 참석했으며, 공연 당시의 배경과 실황을 담은 방송이 방영되었다.
1976년 4월에는 1974년 5월 18일 런던 로열 페스티벌 홀 공연과 1974년 11월 28일 뉴욕 매디슨 스퀘어 공연 실황을 담은 라이브 음반 《Here and There》를 발매했고, 빌보드 200 4위, 영국 음반 차트 6위 등 기록했다. 같은 해 6월에 키키 디와 듀엣으로 부른 〈Don't Go Breaking My Heart〉를 싱글로 발매하여 빌보드 핫 100 1위, 영국 싱글 차트 1위, 캐나다 RPM 싱글 차트 1위 등 전 세계적으로 큰 성공을 거두었다. 영국 싱글 차트에서 1위를 기록한 첫 엘튼 존의 노래가 되었고, 37년이 지난 2013년 6월에는 영국에서 백만 장 이상의 판매량을 기록했다.
1976년 10월 발매한 11집 《Blue Moves》는 미국 빌보드 음반 차트 3위, 영국 음반 차트 3위, 캐나다 RPM 음반 차트 4위 등 기록했다. 싱글 〈Sorry Seems to Be the Hardest Word〉는 빌보드 핫 100 6위, 영국 싱글 차트 11위 등을 기록했고, 1977년 1~2월에 발매한 후속 싱글 〈Bite Your Lip (Get Up and Dance!)〉와 〈Crazy Water〉는 싱글 차트 10위권 진입에 실패했다.

### 1977-1987
1972년부터 1975년까지 3년간 발매한 6장의 정규 음반들과 1장의 컴필레이션 음반은 모두 미국에서 연속 1위 기록을 세웠으며, 솔로 데뷔 6년 만에 할리우드 명예의 거리에 입성하는 등 막힘 없이 이어지던 성공으로 전성기를 보내고 있었다. 그러나 이 시기부터 왕성한 활동으로 인한 번아웃 증후군을 앓았다. 엘튼 존은 1976년 10월 7일, 《롤링 스톤》 인터뷰에서 양성애자라고 커밍아웃했다. 이후 1992년 같은 잡지 인터뷰에서 동성애자로 재차 커밍아웃했다.
1977년 11월 3일, 웸블리 아레나에서 불우 아동을 위한 축구 시설 건립에 힘쓰는 자선단체 클럽을 위한 자선 공연을 열었다. 키키 디와 듀엣으로 〈Don't Go Breaking My Heart〉를 불렀고, 스티비 원더가 공연의 마지막 노래 〈Bite Your Lip (Get Up and Dance!)〉에 참여해 피아노, 탬버린을 연주하면서 노래도 불렀다. 엘튼 존은 이 날 공연에서 공연 활동을 중단하겠다며 은퇴 선언을 했으며, 이 공연을 끝으로 몇 개월 동안 휴식을 취했다.
1978년 3월 21일에 컴백 싱글 〈Ego〉를 발매했지만 빌보드 핫 100 34위, 영국 싱글 차트 34위를 기록하는데 그쳤다. 〈Ego〉가 발매되기 시작한 시점부터 다시 정규 음반을 작업했으며, 오랜 협업으로 지친 탓에 서로에게 쉴 시간이 필요하다고 판단하여 잠시 갈라선 버니 토핀 대신 영국의 작사가 게리 오스번(Gary Osborne)과 협업을 시작했다. 그렇게 작업한 12집 《A Single Man》은 10월에 발매했고, 미국 빌보드 200 15위, 영국 음반 차트 7위, 캐나다 RPM 음반 차트 12위, 프랑스 SNEP 음반 차트 2위 등 기록했다. 싱글 〈Part-Time Love〉는 빌보드 핫 100 22위, 영국 싱글 차트 15위 등 기록했고, 6분여의 연주곡 〈Song For Guy〉는 영국 싱글 차트 4위 등 기록했다.
1979년부터 다시 순회공연을 시작했다. 레이 쿠퍼와 함께 진행하는 2인조 구성으로 선보였으며, 1979년 2월 스웨덴부터 1979년 12월 호주까지 10개월 동안 진행했다. 5월에는 서방국가 록 스타로서는 처음으로 이스라엘과 소련 시절 러시아에서 순회공연을 진행하기도 했다.
1979년 1월, 엘튼 존은 음향 기술자 클라이브 프랭크스(Clive Franks)와 함께 1977년 10월 녹음하고 2년간 보류하고 있던 음반 《The Thom Bell Sessions》를 리믹스했고, 그해 6월에 〈Mama Can't Buy You Love〉, 〈Are You Ready for Love〉, 〈Three Way Love Affair〉까지 총 3곡으로 수록한 12인치 EP 음반으로 발매했다. 〈Are You Ready for Love〉와 〈Mama Can't Buy You Love〉를 싱글로 발매했고, 〈Are You Ready for Love〉는 영국 싱글 차트 44위를 기록, 〈Mama Can't Buy You Love〉빌보드 핫 100 9위, 캐나다 RPM 싱글 차트 10위 등 기록했다. 1977년 10월에 《The Thom Bell Sessions》를 작업하면서 총 6곡을 녹음했는데, 여기서 3곡을 1979년 발매했고, 나머지 3곡 〈Nice and Slow〉, 〈Country Love Song〉, 〈Shine on Through〉는 1989년 2월에 22집 《The Complete Thom Bell Sessions》로 발매하기 전까진 12년간 공개하지 않았다.
1979년 10월 발매한 13집 《Victim of Love》는 엘튼 존이 작곡과 건반 연주에 참여하지 않고, 보컬만 맡았으며, 수록곡은 독일의 디스코 프로듀서 피트 벨로트와 실베스터 르베이 등의 전문 작곡가들이 작사 작곡을 맡았다. 그러나 음반은 빌보드 200 35위, 영국 음반 차트 41위 등 기록하며 상업적으로 실패했다. 척 베리의 곡을 디스코로 편곡한 〈Johnny B. Goode〉를 싱글로 발매했지만 차트 진입에 실패했고, 타이틀 트랙 〈Victim of Love〉는 미국 빌보드 핫 100 31위 등 기록했다.
1980년 5월 발매한 14집 《21 at 33》는 버니 토핀이 다시 엘튼 존과 협업한 첫 앨범이 되었으며, 게리 오스번을 포함해 영국의 가수 톰 로빈슨(Tom Robinson)과 주디 추크(Judie Tzuke)도 작사에 참여했다. 미국 빌보드 200 13위, 영국 음반 차트 12위, 프랑스 SNEP 음반 차트 3위, 뉴질랜드 음반 차트 3위 등 기록했다. 게리 오스번 작사의 〈Little Jeannie〉는 캐나다 RPM 싱글 차트 1위, 빌보드 핫 100 3위를 기록해 큰 성공을 거두었다. 1980년 순회공연부터 디 머리와 나이절 올슨이 1975년 이후로 재합류했으며, 9월 13일 뉴욕 센트럴 파크에서 진행된 공연에선 40만 명 이상의 관중이 참석했다. 1978년 이후 밴드를 탈퇴한 데이비 존스턴은 1982년 재합류했다.
《21 at 33》부터 7장의 정규 음반들 《The Fox》, 《Jump Up!》, 《Too Low for Zero》, 《Breaking Hearts》, 《Ice on Fire》, 《Leather Jackets》를 1986년까지 연속 발매했고, 이 시기 동안 〈Nobody Wins〉, 〈Empty Garden (Hey Hey Johnny)〉, 〈Blue Eyes〉, 〈I Guess That's Why They Call It the Blues〉, 〈I'm Still Standing〉, 〈Sad Songs (Say So Much)〉, 〈Passengers〉, 〈Who Wear These Shoes?〉, 〈Nikita〉, 〈Heartache All Over the World〉 등 각종 곡들을 발매했으며 대부분 싱글 차트 40위권 진입에 성공했다.
1984년 2월 14일 발렌타인데이에 《Breaking Hearts》에 참여한 음향기술자 레나테 블라우엘과 결혼했지만 1988년 11월 18일에 이혼했다.
1985년 7월 13일, 웸블리 스타디움에서 열린 라이브 에이드의 저녁 시간대에 출연해 히트곡 〈Bennie and the Jets〉, 〈Rocket Man〉, 키키 디와 듀엣 〈Don't Go Breaking My Heart〉, 마빈 게이의 〈Can I Get a Witness〉 총 5곡을 불렀고, 조지 마이클이 〈Don't Let the Sun Go Down on Me〉의 보컬을 맡았고, 엘튼 존은 피아노를 연주했다.
디온 워릭, 스티비 원더, 글래디스 나이트와 함께 부른 〈That's What Friends Are For〉가 1985년 11월에 싱글로 발매되었고, 1986년 1월 빌보드 핫 100에서 4주 동안 1위를 기록했다. 1976년 〈Don't Go Breaking My Heart〉 이후로 10년 만에 빌보드 핫 100에서 1위를 기록한 곡이다. 1987년 그래미 어워드에서 팝 협력상 부문에 후보로 올랐다. 이 싱글로 얻은 수익은 amfAR에 전액 기부했다.
1986년 11월 5일 호주 브리즈번부터 12월 14일 시드니까지 멜버른 심포니 오케스트라가 참여한 순회공연 〈Tour De Force〉를 진행했다. 이 시기부터 엘튼 존에게는 성대결절 증상이 나타났고 1987년 1월 5일, 호주 시드니의 세인트 빈센트 병원에서 성대 수술을 받았고 1987년 모든 공연들을 취소했다. 12월 14일 시드니 공연 실황은 1987년 6월에 라이브 음반 《Live in Australia with the Melbourne Symphony Orchestra》로 발매했으며, 〈Candle in the Wind〉의 라이브 음원을 싱글로 발매하며 빌보드 핫 100 6위, 영국 싱글 차트 5위 등 기록했다.
1987년 2월, 영국의 일간 타블로이드 《더 선》은 엘튼 존이 십대 남창들과 마약 및 섹스 파티를 즐겼다는 날조된 기사들을 발행하며 몇 개월 동안 엘튼 존을 공격했다. 엘튼 존은 1987년 9월 더 선을 고소했고, 1988년 10월에 100만 파운드 정도의 피해보상금을 받았다.

### 1988-1999
1988년 6월 발매한 21집 《Reg Strikes Back》은 빌보드 200 16위, 영국 음반 차트 18위, 캐나다 RPM 음반 차트 6위, 이탈리아 음반 차트 3위 등 기록했다. 싱글 〈A Word in Spanish〉는 캐나다 RPM 싱글 차트 10위, 빌보드 핫 100 19위 등 기록했고, 〈I Don't Wanna Go On with You Like That〉은 빌보드 핫 100 2위, 캐나다 RPM 싱글 차트 1위 등 기록했다. 1989년 2월에는 《The Thom Bell Sessions》 작업 때 녹음한 모든 곡들을 수록한 22집 《The Complete Thom Bell Sessions》를 발매했다.
1989년 8월 발매한 23집 《Sleeping with the Past》는 영국 음반 차트 1위, 호주 음반 차트 2위, 뉴질랜드 음반 차트 1위, 프랑스 음반 차트 2위, 스위스 음반 차트 1위 등 기록하여 큰 성공을 거두었다. 영국에서 1974년 8집 《Caribou》 이후로 15년 만에 1위에 오른 첫 정규 음반이자, 백만 장 이상의 판매를 거두어 플래티넘 3장을 기록했으며, 영국에서 가장 많은 판매를 거둔 엘튼 존의 정규 음반이 되었다. 싱글 〈Healing Hands〉, 〈Sacrifice〉, 〈Club at the End of the Street〉 모두 싱글 차트 40위권 진입에 성공했다. 〈Healing Hands〉, 〈Sacrifice〉는 1990년 5월 영국에서 더블 싱글로 재발매하며 영국 싱글 차트에서 1위를 기록했다.
엘튼 존은 십수 년간 이어지던 알코올 및 마약 중독으로 인해 1990년 7월 29일, 시카고의 파크사이드 루터란 병원의 갱생 시설에 입원하여 6주간 재활 치료에 들어갔다. 엘튼 존은 파크사이드 루터란 병원에 입원하기 앞서 1990년 7월에 이기 팝과 작업한 적 있는 프로듀서 돈 워스와 로스앤젤레스에서 신곡들을 녹음했으며, 〈You Gotta Love Someone〉과 〈Easier to Walk Away〉를 싱글로 발매했다. 〈You Gotta Loved Someone〉은 영국 싱글 차트 33위, 빌보드 핫 100 43위, 캐나다 RPM 싱글 차트 1위 등 기록했고, 〈Easier to Walk Away〉는 영국 싱글 차트 63위, 캐나다 RPM 싱글 차트 59위 등 기록했다.
1991년 3월 23일, 웸블리 아레나에서 열린 조지 마이클 공연에 참여하여 듀엣으로 〈Don't Let the Sun Go Down on Me〉를 불렀다. 이 라이브 음원은 1991년 11월에 싱글로 발매하여 빌보드 핫 100 1위, 영국 싱글 차트 1위 등 다수의 국가에서 1위에 오르면서 큰 성공을 거두었다. 1991년 브릿 어워드에서 최우수 영국 남성 가수 부문에서 수상했다. 1991년에 플루티스트 제임스 골웨이가 연주한 곡이자 엘튼 존이 작곡한 곡 〈Basque〉가 1992년 그래미 어워드의 최우수 연주곡 부문에서 수상했다.
1992년 3월, 엘튼 존은 미국 내슈빌에서 그해 1월 뇌졸중으로 사망한 밴드의 전직 베이시스트 디 머리를 추모하는 공연을 열었고, 같은 해 4월 20일 프레디 머큐리 추모 콘서트에 참여해 액슬 로즈와 함께 〈Bohemian Rhapsody〉를, 솔로로 〈The Show Must Go On〉을 불렀다.
1992년 6월 발매한 24집 《The One》은 영국 음반 차트 2위, 빌보드 200 8위, 캐나다 RPM 음반 차트 7위, 프랑스 음반 차트 1위, 독일 음반 차트 1위, 오스트리아 음반 차트 1위 등 세계적으로 큰 성공을 거두었다. 미국에서는 1976년 11집 《Blue Moves》 이후로 10위권 진입한 첫 음반이자, 1975년 9집 《Captain Fantastic and the Brown Dirt Cowboy》 이후로 미국에서 가장 많이 팔린 엘튼 존의 정규 음반이 되었다. 싱글 〈The One〉, 〈Runaway Train〉, 〈The Last Song〉, 〈Simple Life〉는 모두 40위권 진입에 성공했다.
1992년 6월 웸블리 스타디움과 8월 로스앤젤레스 공연에선 에릭 클랩튼이 함께해 듀엣으로 〈Runaway Train〉을 불렀고, 1992년 9월 9일 MTV 어워드에서는 액슬 로즈와 무대에 올라 〈November Rain〉의 피아노 연주를 맡았다. 1994년 7월부터 2010년 3월까지 빌리 조엘과 순회공연 'Face to Face'를 16년간 전 세계적으로 진행했다.
1993년 11월 발매한 25집 《Duets》는 리틀 리처드, 돈 헨리, 키키 디, 닉 커쇼, 글래디스 나이트, 폴 영, 보니 레잇, 스티비 원더, 레너드 코헨 등의 음악가들이 참여한 합동 음반이며, 대부분 곡들은 1940~80년대 유명 히트곡을 커버했다. 《Duets》는 빌보드 200 25위, 영국 음반 차트 5위, 캐나다 RPM 음반 차트 14위, 오스트리아 음반 차트 1위 등 기록했다. 키키 디와 듀엣으로 부른 〈True Love〉는 영국 싱글 차트 2위를 기록했고, 루폴과 듀엣으로 부른 곡이자 기존의 곡을 유로댄스로 편곡한 〈Don't Go Breaking My Heart〉는 영국 싱글 차트 7위, 빌보드 댄스 차트 3위를 기록했고, 마르셀라 디트로이트와 듀엣으로 부른 〈Ain't Noting Like the Real Thing〉은 영국에서 24위를 기록했다.
1995년 3월 발매한 26집 《Made in England》는 빌보드 200 13위, 영국 음반 차트 3위, 스위스 음반 차트 1위, 캐나다 RPM 음반 차트 3위, 오스트리아 음반 차트 1위, 프랑스 SNEP 음반 차트 2위 등 기록했고, 싱글 〈Believe〉, 〈Made in England〉, 〈Blessed〉, 〈Please〉는 모두 싱글 차트 40위권 진입했다. 루치아노 파바로티와 듀엣으로 부른 〈Live Like Horses〉가 1996년 11월 싱글로 발매하여 영국 싱글 차트 9위 등 기록했다.
1997년 1월 17일, 엘튼 존은 프랑스 파리의 샤이요 국립극장(Theatre National de Chaillot)에서 베자르 발레단(Bejart Ballet)의 퍼포먼스에 맞춰 퀸의 멤버 브라이언 메이, 로저 테일러, 존 디콘과 함께 프레디 머큐리, 조르주 돈을 기하는 공연을 진행했고, 엘튼 존은 여기서 〈The Show Must Go On〉를 불렀다.
1997년 8월 31일, 평소 절친했던 다이애나 왕세자빈이 교통사고로 사망하자 리처드 브랜슨은 엘튼 존에게 다이애나 왕세자빈의 누이 사라 맥코쿼데일 부인이 엘튼 존이 장례식에서 노래를 부르길 원했다는 부탁을 했다고 전했다. 엘튼 존과 버니 토핀은 〈Candle in the Wind〉를 개사하기로 했고, 버니 토핀은 마릴린 먼로를 추모하면서도 요절한 연예인들 전반을 노래하는 원곡의 가사를 다이애나 왕세자빈을 추모하는 내용으로 바꾸어 〈Candle in the Wind 1997〉을 썼다. 1997년 9월 6일, 엘튼 존은 웨스트민스터 사원에서 거행된 장례식에 참석하여 개사된 가사로 노래를 불렀으며, 이는 전 세계로 생중계되어 20억 명의 사람들이 시청했다.
〈Candle in the Wind 1997〉은 1997년 9월 13일에 〈Something About the Way You Look Tonight〉과 함께 더블 싱글로 발매했고, 전 세계적으로 1위를 기록하는 대성공을 거두었다. 영국 싱글 차트 데뷔 1위에 올랐고, 영국 역사상 가장 빠르게 발매된 싱글이 되었다. 1984년 밴드 에이드의 〈Do They Know It's Christmas〉를 제치고 영국 역사상 가장 많이 팔린 싱글이 되었다. 미국에서는 단기간 가장 많이 팔린 싱글이 되었다. 35주 동안 빌보드 핫 100에 진입하며, 빌보드 역사상 가장 많이 팔린 싱글이자 다이아몬드를 기록한 첫 번째 싱글이 되었고, 1천 1백만 장 이상의 판매를 거두었다.
〈Candle in the Wind 1997〉은 전 세계적으로 3천 3백만 장 이상의 판매를 거두어 빙 크로스비의 〈White Christmas〉에 이어서 역사상 두 번째로 많은 판매를 거둔 싱글이 되었다. 1998년 그래미 어워드에서 최우수 남성 팝 보컬상을 수상했고, 1998년 브릿 어워드에서 최우수 영국 싱글 후보에 올랐다. 엘튼 존은 이 노래로 얻은 수익금 전액을 다이애나 스펜서 기념재단에 기부했다.
〈Candle in the Wind 1997〉과 같은 시기에 발매한 27집 《The Big Picture》는 영국 음반 차트 3위, 미국 빌보드 200 9위 등 기록했다.
1997년 9월 15일 런던 로열 앨버트 홀에서 몬트세랫 화산 폭발 재난 구조 기금 조성을 위한 자선 공연 'Music for Montserrat'이 열렸고, 엘튼 존은 여기에 참여하여 〈Your Song〉, 〈Don't Let the Sun Go Down on Me〉, 〈Live Like Horses〉를 불렀다. 공연 후반 폴 매카트니, 스팅, 필 콜린스, 에릭 클랩튼, 마크 노플러 등의 음악가들과 함께 〈Hey Jude〉를 부르기도 했다. 1997년 11월, BBC의 자선 싱글 〈Perfect Day〉에서 루 리드, 데이비드 보위, 태미 와이넷 등의 음악가들과 함께 참여했고, 이 곡은 영국 싱글 차트에서 1위에 올랐다.

### 2001-현재
2001년 10월, 28집 《Songs from the West Coast》를 발매했다. 1970년대 초기의 음악으로 회귀한 음반이며, 평단으로부터 좋은 평가를 받았다. 음반은 영국 음반 차트 2위, 빌보드 200 15위 등을 기록하였다. 이 음반부터 엘튼 존은 복고적인 음악을 하기 시작하였으며, 2004년 발매한 29집 《Peachtree Road》, 2006년 발매한 30집 《The Captain & the Kid》도 이와 유사한 음악을 담았다. 30집은 1975년 9집이자 엘튼 존과 버니 토핀의 무명 시절을 다룬 자전적 음반 《Captain Fantastic and the Brown Dirt Cowboy》의 후속 음반이다.
2010년 10월, 엘튼 존은 31집이자 신인 시절 우상 리언 러셀과 합작한 《The Union》을 발매했다. 2009년 11월 20일부터 2010년 3월까지 작업했고 T 본 버넷이 프로듀서를 맡았으며 브라이언 윌슨, 보노, 닐 영, 부커 T. 존스, 돈 워스, 로버트 랜돌프 등의 음악가들이 참여했다. 음반은 빌보드에서 빌보드 200 3위, 록 음반 차트 2위를 기록했다. 수록곡 중 〈If It Wasn't for Bad〉가 2011년 그래미 어워드 최우수 팝 협력상(Best Pop Collaboration With Vocals) 부문 후보에 올랐으며, 대중음악잡지 《롤링 스톤》은 〈2010년 최고의 음반 30〉 목록에서 《The Union》을 3위로 꼽았다.
엘튼 존은 2012년 1월에 32집 《The Diving Board》의 녹음을 마쳤으며, 2013년 2월에 발매한다고 발표했다. 데이비 존스톤, 나이절 올슨 등 기존의 밴드 구성원들은 빠지고 래피얼 서디크, 도일 브램홀 2세 등이 연주자로서 참여했다. 18곡 전곡을 엘튼 존이 작곡하고 버니 토핀이 가사를 썼으며, 프로듀서는 전작과 같이 T 본 버넷이 맡았다. 엘튼 존은 인터뷰에서 모든 곡을 2일 만에 썼으며, 오랜 시간을 되돌아봐도 이번 작업이 가장 즐거웠다("the most exciting solo record I've done in a long, long time.")고 밝히기도 했다. 2012년 11월 공연 도중, 엘튼 존은 《The Diving Board》의 발매가 2013년 5월로 연기됐음을 밝혔다. 이는 2013년 1월에 추가녹음 계획이 잡힘에 따른 것이다. 이후, 음반의 이름을 《Voyeur》로 바꿀 것을 검토하다가 취소했으며 발매가 2013년 9월로 다시 연기되었다.
《The Diving Board》는 2013년 9월 13일 발매가 시작되어 영국 음반 차트 3위, 빌보드 200 4위 등을 기록하였다.
엘튼 존은 2015년 10월에 33집 《Wonderful Crazy Night》이 2016년 2월에 발매한다고 발표했다. 14곡 전곡을 엘튼 존이 작곡하고 버니 토핀이 가사를 썼으며, 프로듀서는 전작들과 같이 T 본 버넷이 맡았다. 2006년 30집 《The Captain & the Kid》 이후로 10년 만에 데이비 존스톤, 나이절 올슨 등 기존의 밴드 구성원들이 참여한 음반이며, 밴드 구성원들 중에서 타악기 연주자 레이 쿠퍼가 엘튼 존의 1995년 26집 《Made in England》 이후로 21년 만에 참여한 음반이다. 2015년 1월부터 4월까지 작업했으며, 모든 곡을 17일 안에 작곡하고 녹음했다.
《Wonderful Crazy Night》은 2016년 2월 5일 발매가 시작되어 영국 음반 차트 6위, 빌보드 음반 차트 8위 등을 기록했다.

## 그 외 활동

### 영화 · 뮤지컬관련 음악활동
엘튼 존은 1970년 9월에는 영화 《Friends》 사운드트랙을 맡아 1971년 3월에 발매되었으며, 1972년 그래미 어워드 후보에 올랐다. 싱글로 〈Friends〉가 발매되어 빌보드 싱글 차트 30위, 캐나다 RPM 싱글 차트 13위를 기록했다.
1992년부터 1993년까지 작사가 팀 라이스와 함께 《라이온 킹》의 음악을 작업했다. 같은 해 4월 발매한 사운드트랙 《The Lion King: Original Motion Picture Soundtrack》은 영화와 더불어 전 세계적으로 대성공을 거두었다. 다수의 국가에서 10위권 진입하는 데 성공했고, 빌보드 음반 차트에서는 1위를 9주 동안 기록했다. 1천 5백만 장 이상의 판매를 거두어 미국에서 가장 많은 팔린 애니메이션 사운드트랙 음반이 되었다. 영화 삽입곡 〈Can You Feel the Love Tonight〉은 1994년과 1995년 아카데미상, 그래미 어워드, 골든 글로브상에서 올해의 주제가상 부문을 수상했고, 〈Circle of Life〉와 〈Hakuna Matata〉도 아카데미 주제가상 후보에 올랐다. 〈Can You Feel the Love Tonight〉과 〈Circle of Life〉는 엘튼 존이 부른 버전으로 싱글로 발매되었고, 〈Circle of Life〉는 빌보드 싱글 차트 18위, 캐나다 RPM 싱글 차트 3위, 영국 싱글 차트 11위 등을 기록했고, 〈Can You Feel the Love Tonight〉은 빌보드 싱글 차트 4위, 영국 싱글 차트 14위, 캐나다 RPM 싱글 차트 1위 등을 기록했다.
1996년 4월, 베르디의 오페라 《아이다》를 바탕으로 한 뮤지컬 《아이다 (뮤지컬)》를 팀 라이스와 함께 작업했고, 엘튼 존은 25곡을 작곡했다고 밝혔다. 이후 1998년 7월에 브로드웨이 뮤지컬판 사운드트랙 음반의 콘셉트 음반 형식으로 《Elton John and Tim Rice's Aida》를 작업해 1999년 3월에 발매했다. 그 무렵 팀 라이스, 한스 짐머와 함께 영화 《엘도라도》의 사운드트랙 제작을 시작했다. 사운드트랙은 1998년부터 1999년까지 작업했고, 1999년 2월 중순, 《The Road to El Dorado》를 2000년 3월에 발매한다고 발표했다.
2006년 초연한 하이틴 코미디 영화 《보이 걸 씽》에서 사운드트랙 프로듀서를 맡았으며, 이 영화는 대한민국에서 2009년 3월에 개봉됐다. 엘튼 존은 2011년 4월에 대한민국에 개봉한 《노미오와 줄리엣》의 음악 작업에도 참여하였는데, 이 영화에는 레이디 가가와 함께 부른 신곡 〈Hello, Hello〉뿐 아니라 〈Crocodile Rock〉, 〈Saturday Night's Alright for Fighting〉, 〈Bennie and the Jets〉 등 엘튼 존의 기존 곡들까지 사운드트랙으로 삽입되었다.
엘튼 존이 음악을 맡은 《빌리 엘리어트》는 2009년 토니상 시상식에서 최우수 뮤지컬 상(Tony Award for Best Musical)을 비롯한 10개 부문의 상을 받는 성과를 거두었다.
2012년 4월 기준으로 엘튼 존의 영화음악을 기초로 한 뮤지컬 《라이온 킹》은 총 8억 5384만 6062달러의 수입을 올려 앤드루 로이드 웨버의 《오페라의 유령》(8억5312만2847달러)을 꺾고 역대 브로드웨이 최고 흥행작으로 올라섰다.
2017년 영화 《킹스맨: 골든 서클》에 본인 역으로 출연하였다.

### 올림픽 주제곡 선정
2012년 7월 런던 올림픽 조직위원회(LOCOG)는 2012년 런던 올림픽 주제곡으로 퍼나우(Pnau)가 엘튼 존의 1970년대 곡들을 리믹스한 〈Good Morning to the Night〉이 선정되었음을 발표했다. 동명의 주제곡이 수록되어 "Elton John vs Pnau"의 이름으로 발매한 음반 《Good Morning to the Night》은 7월 말 영국 음반 차트 1위를 기록하였다.
런던 올림픽 주제곡으로는 이외에 뮤즈의 〈Survival〉, 델픽의 〈Good Life〉, 케미컬 브라더스의 〈Theme For Velodrome〉, 디지 래스컬의 〈Scream〉등 총 5곡이 선정되었다.

### 특별출연
엘튼 존은 2010년 제52회 그래미 어워드 시상식에서 레이디 가가의 곡 〈Speechless〉와 자신의 곡 〈Your Song〉을 편곡하여 레이디 가가와 함께 불렀으며, 2011년 로큰롤 명예의 전당 헌액식에서 리언 러셀의 헌액자 자격으로 무대에 올라 로이드 프라이스, 리언 러셀, 닥터 존과 함께 〈Stagger Lee〉를, 앨리스 쿠퍼, 닐 다이아몬드, 달린 러브, 벳 미들러와 함께 〈Da Doo Ron Ron〉을 불렀다.
2012년 6월 4일에 엘튼 존은 엘리자베스 2세의 즉위 60주년을 기념하는 다이아몬드 주빌리 콘서트에 출연해 〈I'm Still Standing〉, 〈Your Song〉, 〈Crocodile Rock〉을 불렀다. 콘서트에는 엘튼 존 외에 폴 매카트니, 앤드루 로이드 웨버, 스티비 원더, 클리프 리처드, 톰 존스, 셜리 배시, 카일리 미노그, 게리 발로, 로비 윌리엄스 등이 출연했다.
2013년 1월 25일, 엘튼 존은 야마하 125주년 기념공연 'Yamaha’s 125th Anniversary Dealer Concert Elton John + Yamaha'에서 데이비드 포스터, 어스 윈드 앤드 파이어, 샤카 칸, 토토, 네이선 이스트, 제임스 뉴턴 하워드, 에이미 그랜트, 마이클 맥도널드, 세라 매클라클런 등과 함께 출연했다. 이 공연을 통해 엘튼 존이 〈Rocket Man〉등 5곡을 연주하는 피아노의 건반과 페달의 움직임이 원격 디스클라비어 피아노(remote Disklavier piano)를 통해 일본, 한국, 오스트레일리아, 러시아, 캐나다, 독일, 영국, 프랑스, 싱가포르, 미국 등 세계 각지에 그대로 재현되었다. 공연 전체 영상은 엘튼 존의 공식 웹사이트에서 실시간으로 제공되었다.
2013년 2월 10일 제55회 그래미 어워드 시상식에서는 에드 시런과 함께 〈The A Team〉을, 잭 브라운 · T 본 버넷 등과 함께 〈The Weight〉를 불렀다.

## 가족
엘튼 존은 2010년 12월과 2013년 1월 배우자 데이비드 퍼니시와의 사이에 대리모를 통해 아들 재커리 잭슨 리번 퍼시니존(Zachary Jackson Levon Furnish-John)과 일라이저 조지프 대니얼 퍼니시존(Elijah Joseph Daniel Furnish-John)을 얻었다.

## 출연 영화
- 킹스맨: 골든 서클

## 한국 관련

### 내한 공연
엘튼 존은 2004년 9월 17일 오후 서울올림픽주경기장에서 첫 내한공연을 했다. SBS는 녹화·편집된 당시 공연 실황 영상을 같은 해 추석연휴 중에(9월 24일) 특집으로 편성하여 방영했다.
2012년 11월 엘튼 존은 그의 히트곡 중 하나이자 별칭이 된 〈Rocket Man〉의 싱글발매 40주년을 기념하는 '40th Anniversary of the Rocket Man' 투어의 일환으로 밴드 구성원들을 포함해 50여명의 스탭과 함께 방한하여 올림픽체조경기장(11월 27일 오후 8시)에서 두 번째 내한공연을 진행했다.
엘튼 존은 2015년 11월 27일 서울 한남동 현대카드 UNDERSTAGE에서 세 번째 내한공연을 진행했다.

### 뮤지컬 공연
2010년 8월 13일부터 2011년 2월 27일까지 엘튼 존이 음악을 맡은 뮤지컬 《빌리 엘리어트》가 LG아트센터에서 공연되었다.
또한 2010년 12월 17일부터 2011년 3월 27일까지는 엘튼 존이 음악을 맡은 뮤지컬 《아이다》 공연이 성남아트센터에서 이루어졌다.
《아이다》는 2005년에도 LG아트센터에서 공연된 적이 있으며, 2017년 12월에 디큐브아트센터에서 다시 공연이 진행된다.

### 기타 화제거리
엘튼 존은 2005년에 한국의 사진가 배병우의 소나무 사진을 3,000여만원에 구입해 화제가 되기도 했다.

## 서훈
- 1993년 프랑스 문예공로훈장[주 7] 오피시에
- 1996년 대영제국 훈장 3등급(CBE)[10]
- 1997년 프랑스 문예공로훈장 코망되르
- 1998년 기사작위(Knight Bachelor)[11]
- 2019년 프랑스 레지옹 도뇌르 훈장 슈발리에
- 2020년 컴패니언 오브 아너(CH; Order of the Companions of Honour)[21]

## 참고 문헌

### 내용주
1. ↑  1996년 신년 서훈명단(1996 New Year Honours)에서 선정
2. ↑  1998년 신년 서훈명단(1998 New Year Honours)에서 선정
3. ↑  hon. DMus, honorary Doctorate of the University of London
4. ↑  후에 엘튼 존은 어머니가 엘비스 프레슬리와 빌 헤일리 & 히즈 코메츠(Bill Haley & His Comets)의 음반을 사왔을 때 그 음악에 당장 매혹되었던 일을 기억한다고 회상하기도 했다.
5. ↑  이 시기 때 만들어진 대부분의 곡들은 정규 2집 《Elton John》과 정규 3집 《Tumbleweed Connection》에 수록하였다.
6. ↑  Best Original Score Written for a Motion Picture or a Television Special 부문(2015년 기준 Best Score Soundtrack for Visual Media 부문)
7. ↑  영어: Order of Arts and Letters, 프랑스어: Ordre des Arts et des Lettres

### 참조주
1. ↑  “Elton John”. 《할리우드 명예의 거리》 (영어).
2. ↑  istory, Brainy History
3. ↑  May 1, 1979 in History, Brainy History
4. ↑  김정선 (2013년 4월 10일). “"밥 딜런, 1970년대 '철의 장막' 넘을 뻔"<외교전문>”. 연합뉴스.
5. ↑  May 21, 1979 in History, Brainy History
6. ↑  “Elton John”. 《작곡가 명예의 전당》 (영어).
7. ↑  “Bernie Taupin”. 《작곡가 명예의 전당》 (영어).
8. ↑  “Elton John”. 《로큰롤 명예의 전당》 (영어).
9. ↑  “Elton John”. 《폴라음악상》 (영어).
10. 1 2  “Supplement to The London Gazette: 1996 New Year Honours”. 《런던 가제트》 (영어) (54255): 9. 1995년 12월 29일.
11. 1 2  “Supplement to The London Gazette: 1998 New Year Honours”. 《런던 가제트》 (영어) (54993): 2. 1997년 12월 30일.
12. ↑  “The London Gazette: Honours and Awards”. 《The Gazette》 (영어) (런던) (55229): 2. 1998년 8월 28일.
13. 1 2  “Elton John”. 《그래미 어워드》 (영어).
14. ↑  “Elton John”. 《존 F. 케네디 센터》 (영어).
15. ↑  엘튼 존 등 6명 평생공로상 수상, 네이버 뉴스
16. ↑  “팝스타 엘튼 존 “40년만의 학위””. 동아일보. 2002년 7월 4일.
17. ↑  “Sir Elton John Among 12 Honorees To Receive Prestigious Disney Legends Award”. 《월트 디즈니 컴퍼니》 (영어). 2018년 5월 13일에 원본 문서에서 보존된 문서. 2018년 3월 22일에 확인함.
18. ↑  “History”. 《브릿 어워드》 (영어).
19. ↑  “Archive”. 《아이버 노벨로 어워드》 (영어). 2017년 6월 18일에 원본 문서에서 보존된 문서. 2017년 6월 4일에 확인함.
20. ↑  “Greatest of All Time Hot 100 Artists”. 《빌보드》 (영어). 2018년 5월 13일에 원본 문서에서 보존된 문서. 2017년 11월 21일에 확인함.
21. 1 2  “Supplement No. 1: New Year Honours List - United Kingdom”. 《런던 가제트》 (영어) (62866): N25. 2019년 12월 28일.
22. ↑  “Nominate someone for an honour or award: Types of honours and awards”. 《영국 정부》 (영어). 2019년 12월 28일에 확인함.
23. ↑  “55 Pinner Hill Road - On This Very Spot”. 2009년 1월 15일에 원본 문서에서 보존된 문서. 2008년 11월 9일에 확인함.
24. ↑  “Family detective: Elton John - Telegraph”. 2008년 2월 26일에 원본 문서에서 보존된 문서. 2021년 9월 4일에 확인함.
25. ↑  “The London Gazette”. 《런던 가제트》 (영어) (45571): 403. 1972년 1월 11일.
26. ↑  32 years of eltonjohnallsongslist: 1972: Hercules Chronology
27. ↑  “Frome Court - On This Very Spot”. On This Very Spot. 2007년 4월 3일. 2011년 3월 22일에 원본 문서에서 보존된 문서. 2009년 4월 18일에 확인함.
28. ↑  "Born to Rock - The Corvettes: Reggie's First Band"
29. 1 2  “Elton John”. 2009년 4월 28일에 원본 문서에서 보존된 문서. 2009년 4월 16일에 확인함. 영문 위키에 SPECTACLE: Season 1 - Episode 1 (clip) 에 존재한다고 기술되어 있음
30. ↑  "Heritage Odyssey Music and Hollywood Memorabilia Auction Catalog" 페이지 148
31. ↑  James | Biography & History | AllMusic[깨진 링크(과거 내용 찾기)]
32. ↑  Elton: The Biography 페이지 78.
33. ↑  Elton: The Biography 페이지 86.
34. ↑  "Elton John as a Session Musician"
35. ↑  Elton John’s American Debut: August 25, 1970
36. ↑  "Mariah Is Our Christmas Number 1"
37. ↑  "Elton John The Dodger Stadium Documentary"
38. ↑  "UK’s biggest selling singles of all-time"
39. ↑  “Elton John, Lonely at the Top: Rolling Stone's 1976 Cover Story”. 2016년 11월 9일에 원본 문서에서 보존된 문서. 2016년 11월 8일에 확인함.
40. ↑  The Seductions of Biography
41. ↑  The Story of Elton John’s Historic First Tour of Russia
42. ↑  That Time Elton John Duck-Walked Through Central Park
43. ↑  Unforgettable People (VI): Renate Blauel
44. ↑  1987: Sir Horace Pussy's Chronology
45. ↑  Rupert Murdoch and Elton John
46. ↑  Elton settles Times libel case
47. ↑  “Discography” (영어). 2021년 3월 20일에 확인함.
48. ↑  Elton John Describes His 1990 Rehab in Extraordinary New Book
49. ↑  "1991 Brit Awards: Best British Male – Elton John"
50. ↑  Mercury Tribute Concert Was 20 Years Ago Today[깨진 링크(과거 내용 찾기)]
51. ↑  “VMA 1992 - MTV”. 2016년 9월 10일에 원본 문서에서 보존된 문서. 2016년 11월 8일에 확인함.
52. ↑  "Elton John: UK Chart History"
53. ↑  "The Story Behind Candle In The Wind 1997"
54. ↑  “{{웨이백|url=https://books.google.co.kr/books?id=aWm2iDGGsAIC&pg=PA103&redir_esc=y&hl=ko |date=20161109221723 }} The songwriters idea book”. 2016년 11월 9일에 원본 문서에서 보존된 문서. 2016년 11월 9일에 확인함.
55. ↑  "Elton John performs Candle in the Wind at Princess Diana's funeral"
56. ↑  "Candle in the Wind, 1973 & 1997"
57. ↑  "BBC – Press Office: Elton John tops million sellers chart"
58. ↑  Elton John: Biography | Rolling Stone Music
59. ↑  “American Recording Industry Announces its Artists of the Century". RIAA”. 2007년 9월 30일에 원본 문서에서 보존된 문서. 2016년 11월 9일에 확인함.
60. ↑  "Billboard 6 September 1997"
61. ↑  "AllMusic Review by Stephen Thomas Erlewine"
62. ↑  Rolling Stone, 30 Best Albums of 2010 - Elton John and Leon Russell, The Union
63. ↑  Elton John Announces New Album 'Wonderful Crazy Night'
64. ↑  Story Behind "The Lion King"
65. ↑  Elton John - The Big Picture Interview
66. ↑  “Road to El Dorado"”. 2016년 9월 2일에 원본 문서에서 보존된 문서. 2016년 11월 9일에 확인함.
67. ↑  김현록 (2009년 6월 8일). “뮤지컬 '빌리엘리어트', 63회 토니상 10관왕 '석권'”. 스타뉴스.
68. ↑  황유진 (2012년 4월 10일). “뮤지컬 ‘라이온 킹’ 브로드웨이 ‘킹’ 등극”. 헤럴드경제.
69. ↑  영국 BBC 뉴스 인터넷 사이트
70. ↑  류란 (2013년 1월 25일). “엘튼 존 공연 실시간 연주…신기한 '자동 피아노'”. SBS.
71. ↑  “엘튼 존 공식 웹사이트 뉴스”. 2013년 1월 29일에 원본 문서에서 보존된 문서. 2013년 1월 27일에 확인함.
72. ↑  황미현 (2013년 2월 11일). “'그래미' 엘튼 존, 파란색 안경 깔맞춤..'귀요미 패션'”. OSEN.
73. ↑  권오용 (2011년 1월 20일). “엘튼 존-데이비드 퍼니쉬 커플, 대리모통해 얻은 아들 공개”. 일간스포츠. 2020년 8월 30일에 확인함.
74. ↑  “엘튼 존 공식 웹사이트 특별성명”. 2013년 1월 20일에 원본 문서에서 보존된 문서. 2013년 1월 16일에 확인함.
75. ↑  
김선우 (2004년 9월 23일). “SBS추석특집 ‘엘튼 존 내한 공연’”. 동아일보.
76. ↑  
정지섭 (2012년 11월 13일). “엘튼 존, '로켓 맨' 발매 40주년 기념 내한 공연”. 조선일보.
77. ↑  이연정 (2012년 11월 27일). “'거장의 품격' 보여준 엘튼 존 내한 공연”. 연합뉴스.[깨진 링크(과거 내용 찾기)]
78. ↑  
오유진 (2015년 11월 4일). “세계적인 팝스타 ‘엘튼 존’ 내한공연 소극장에서 열려”. 일요서울.
79. ↑  박진아 (2010년 6월 17일). “감동 뮤지컬 ‘빌리 엘리어트’ 아시아 최초 공연”. 한국경제매거진.
80. ↑  이한철 (2010년 12월 17일). “한 차원 높은 ‘음악·무대·색감’…닻 올린 뮤지컬 <아이다>”. 데일리안.
81. ↑  김효원 (2012년 9월 13일). “뮤지컬 '아이다'가 돌아온다”. 스포츠서울. 2012년 11월 3일에 원본 문서에서 보존된 문서.
82. ↑  박아름칼럼니스트 (2009년 6월 23일). “소나무,세계가 반했다”. 매스타임즈. 2015년 10월 2일에 원본 문서에서 보존된 문서. 2009년 8월 3일에 확인함.